# Đông Nam (xã)
Đông Nam là một xã thuộc thành phố Thanh Hóa, tỉnh Thanh Hóa, Việt Nam.

## Địa lý
Xã Đông Nam nằm cực tây nam thành phố Thanh Hóa, có vị trí địa lý:
- Phía đông giáp các xã Đông Vinh, Đông Quang và huyện Quảng Xương
- Phía tây giáp các huyện Triệu Sơn, Nông Cống
- Phía nam giáp các huyện Quảng Xương, Nông Cống
- Phía bắc giáp các xã Đông Phú, Đông Quang.

Xã Đông Nam có diện tích tự nhiên 9,43 km², quy mô dân số năm 2022 là 6.213 người, mật độ dân số đạt 659 người/km². Đây là đơn vị hành chính có diện tích lớn nhất, đồng thời có mật độ dân số thấp nhất trong các xã phường của thành phố Thanh Hóa. Dân cư sinh sống tại Đông Nam chủ yếu là người Kinh.

## Lịch sử
Thời Nhà Nguyễn, xã Đông Nam thuộc tổng Quang Chiếu, huyện Đông Sơn, phủ Thiệu Hóa, gồm các thôn: Mai Chữ, Phú Yên, Sơn Dương, Hoàng Lạp (xã Phù Lưu cũ), Phú Bật (xã Trường Hựu). Tên gọi xã Đông Nam có từ năm 1953.
Ngày 5 tháng 7 năm 1977, nhập 16 xã hữu ngạn sông Chu thuộc huyện Thiệu Hóa với huyện Đông Sơn thành huyện Đông Thiệu, xã Đông Nam thuộc huyện Đông Thiệu. Đến ngày 30 tháng 8 năm 1982, xã trở lại thuộc huyện Đông Sơn do huyện Đông Thiệu đổi tên thành.
Năm 2018, xã Đông Nam có 10 thôn: Cần Liêm, Chính Kết, Cộng, Hạnh Phúc, Lăng, Nam Thành, Nam Vinh, Phú Yên, Phúc Đoàn, Tân Chính. Ngày 11 tháng 7 cùng năm, Hội đồng nhân dân tỉnh Thanh Hóa khóa XVII thông qua Nghị quyết về việc sắp xếp thôn, tổ dân phố trên địa bàn tỉnh. Theo đó:
- Nhập thôn Hạnh Phúc và thôn Phúc Đoàn thành thôn Hạnh Phúc Đoàn
- Nhập thôn Chính Kết và thôn Cần Liêm thành thôn Mai Chữ
- Nhập thôn Nam Thành và thôn Nam Vinh thành thôn Thành Vinh
- Nhập thôn Lăng vào thôn Tân Chính
- Đổi tên thôn Cộng thành thôn Sơn Lương.

Sau sắp xếp, xã Đông Nam có 6 thôn.
Ngày 24 tháng 10 năm 2024, Ủy ban Thường vụ Quốc hội thông qua Nghị quyết số 1238/NQ-UBTVQH15 (có hiệu lực từ ngày 1 tháng 1 năm 2025). Theo đó, sáp nhập toàn bộ huyện Đông Sơn vào thành phố Thanh Hóa, xã Đông Nam thuộc thành phố Thanh Hóa.

## Hành chính
Xã Đông Nam được chia thành 6 thôn: Hạnh Phúc Đoàn, Mai Chữ, Phú Yên, Sơn Lương, Tân Chính, Thành Vinh.

## Thành Hoàng Nghiêu
Thành Hoàng Nghiêu nằm ở ranh giới thành phố Thanh Hóa và các huyện Triệu Sơn, Nông Cống bên dòng sông Hoàng. Đây từng là nơi được Nguyễn Chích, một vị khai quốc công thần Nhà Lê sơ, chọn làm căn cứ chống lại sự xâm lược của quân Minh đầu thế kỷ XV, góp phần vào sự thắng lợi của khởi nghĩa Lam Sơn. Khoảng năm 1415, tướng Nguyễn Chích chiêu mộ quân sĩ, lệnh cho xây thành Hoàng Nghiêu bằng cách đắp đất nối các ngọn núi đá thiên nhiên, lấy sông Hoàng làm chiến hào để tạo nên một căn cứ độc đáo và vững chắc chống lại quân địch.
Những dấu tích còn lại của tòa thành ở xã Đông Nam đã được công nhận là di tích lịch sử – văn hóa và danh lam thắng cảnh cấp tỉnh Thanh Hóa năm 2004. Qua thời gian, nhiều phần của tòa thành biến mất do yếu tố thiên nhiên và con người; một phần di tích thậm chí trở thành bãi rác phục vụ cho thành phố Thanh Hóa và các địa phương lân cận.